# Ruth Vavpotič
Ruth (Rut) Vavpotič, slovenska baletna solistka in koreografinja, * 2. marec 1908, Idrija, † 1996, Szeged, Madžarska.

## Življenje in delo
Rodila se je slovenskemu slikarju Ivanu Vavpotiču, v rojstni list zapisana kot Varia Maria, in Marženi (rojeni Pešan). Njen brat je slikar in scenograf Bruno Vavpotič. V ljubljanski Operi se je z dvanajstimi leti začela učiti balet pri baletnemu mojstru Vaclavu Pohanu in Jeleni Poljakovi. V sezoni 1919/20 je plesala svojo prvo solistično vlogo palčka v Bayerjevem baletu Kraljica lutk. V Indijski maši in Plesu smrti celovečernega baleta Sanje, za katerega je napisal koreografijo Pohan, je nastopila kot solistka. Pisatelj Fran Govekar jo je za Slovenski narod hvalil:
markantno plesalko — žrtvovalko gdč. Vavpotičevo. Ima izrazito nadarjenost in smisel za stil in linijo, ki je tudi v ostrih kotih z mehkobo in tako rekoč utelešenim ritmom...
 Leta 1920 je nastopila v baletu Pikova dama Vaclava  Pohana, leta 1921 pa v njegovem Labodjem jezeru. 
V Operi je aktivno sodelovala od 1922 do 1924. Nanjo so vplivali baletni plesalci evropskega vzhoda, ki so klasični balet prepletli s plesnim modernizmom, plesna revolucionarka Američanka Isadora Duncan in nemški eskpresionizem z Mary Wigman in Rudolfom von Labanom. 9. januarja 1924 je v Mariboru izvedla solistični večer , v katerem je klasični balet prepletla z modernim. Štejemo jo lahko za prvo slovensko koreografinjo. V Ljubljani je svoj večer predstavila 31. januarja in  v Celju 8. marca. Kritik Miljutin Zarnik jo pozitivno oceni in direktor ljubljanske Opere Rado Kregar v gledališkem listu zapiše: 
Smelo stopa...naša najmlajša plesalka pred nas, da nam pokaže v pestrih slikah stopnjevanje od klasičnega plesa do ekstaz ekspresivnega — vsa moderna stremljenja v plesni umetnosti...
Svoj recital je jeseni leta 1924, šestnajstletna, predstavila tudi v Parizu, kjer je do leta 1928 nadaljevala baletno šolanje. Njen oče je poročal, da je dobila laskave ocene slovenske, srbske, pariške Comedie in Menestrel]] ter, da je nastopila v kazinski dvorani na Bledu. Študij v ruski šoli gledališča Chatelet bi bil za družino prevelik finančni zalogaj, zato je za študij od Dramatičnega društva v Ljubljani dobila 2000 dinarjev ter od uprave gledališča enoletni študijski dopust, vendar njene prošnje, da bi dobivala vsaj polovico rednih prejemkov, niso odobrili.
v Théâtre Chatelet  se je učila pri pedagoginji ruskega baleta Nataliji Gončarovi. Svoje šolanje je leta 1925 v pismu Predsedstvu gledališkega konzorcija v Ljubljani opisala z besedami: 
Disciplina najstrožja, gimnastične vežbe stopnjujoče se do skrajnih fizičnih možnosti, ritmično-muzikalne vežbe, špecijalni študij karakternih plesov, estetični pouk ob grških in rimskih skulpturah...
Šolala se je tudi pri Ljubov Nikolajevni Jegorovi (Egorovi) in Olgi Jesifovni Preobraženski, kjer je srečala balerino Alice Nikitino, nekoč soloplesalko v ljubljanskem baletu. Ruth je morala redno pisati prošnje Narodnemu gledališču (upravi, predsedniku in generalnemu ravnatelju) ter Dramatičnemu društvu za izplačilo mesečnih gaž. 
V ponos mi je, da sem prva, ki ruši lažne predsodke o manjvrednosti plesalke — umetnice
Sodelovala je v različnih ansamblih: Skupina Korobok, Opera Russe à Paris, Bellets de Mme Ida Rubinstein, Skupina Bronislave Nižinske in Les Ballets d'Alcine. Bila je deležna pohval in občudovanja. V Journal des débats maja 1929 (tudi v Slovenskem narodu) pri premieri baleta Alcinin urok niso hvalili samo glavne plesalke Ide Rubinstein, ampak tudi drugo glavno plesalko Slovenko Ruth Vavpotič. Med šestdesetimi kandidatkami, ki so se potegovale za vlogo glavne plesalke, so izbrali Ruth. 
Nastopila je v Théâtre des Champs-Élysées v skupini Bronislave Nižinske leta 1930 in leta 1932 v Operi Comique. Do leta 1940 je plesala v manjših skupinah, tudi z Wronsko in Epsteinom. Leta 1935 je z Ballet d'Epstein gostovala v Franciji, Alžiriji in Tuniziji. V Slovenskem narodu so poročali, da jo je opazil ruski operni pevec Fjodor Ivanovič Šaljapin in jo povabil odigrati glavno vlogo v operi Knez Igor. S slavnim pevcem in opernim ansamblom je sodelovala v sezoni 1934/35 in gostovala v Afriki. Kljub krizam in razpadom tedanjih baletnih skupin je nastal duet Vavpotič — Gaskelova ali sestri Garoff. Nastopala je po celi Evropi: v Milanu, Neaplju, Madridu, Londonu, v Cannesu, Nizzi, v Belgiji, Beogradu, Rogaški Slatini idr. in plesala tudi v filmih. V uredništvu  RTV Slovenija za resno glasbo in balet so leta 2017 v seriji oddaj Po sledeh baleta pripravljali dokumentarni film o Ruth Vavpotič, prvi slovenski koreografki v mednarodnem prostoru. Igrano-dokumentarni film Lebdenje, baletna zgodba Rut Vavpotič, v režiji Marte Frelih, je doživel premiero 25. marca 2020 na TV Slovenija 2.   
9. septembra 1939 se je poročila z madžarskim slikarjem in dekoraterjem  Louisom Csanadijem. Do leta 1980 sta živela v Parizu, nato pa sta se preselila v Szeged na Madžarskem. Leta 1996 je umrla v Szegedu.